# Дін-Чарльз Чепмен
Дін-Чарльз Чепмен (англ. Dean-Charles Chapman; нар. 7 вересня 1997, Ессекс, Англія, Велика Британія) — англійський актор театру, кіно та телебачення.

## Біографія
Чепмен народився в Ессексі, Англія. З 2005 по 2011 грав у мюзиклі «Біллі Елліот», виконуючи ролі: хлопчика (2005—2006), Майкла (2008—2009), Біллі Елліота (2009—2011). На телебаченні найбільш відомий за серіалом «Гра престолів», у якому зіграв спочатку Мартіна Ланістера, а потім Томмена Баратеона.

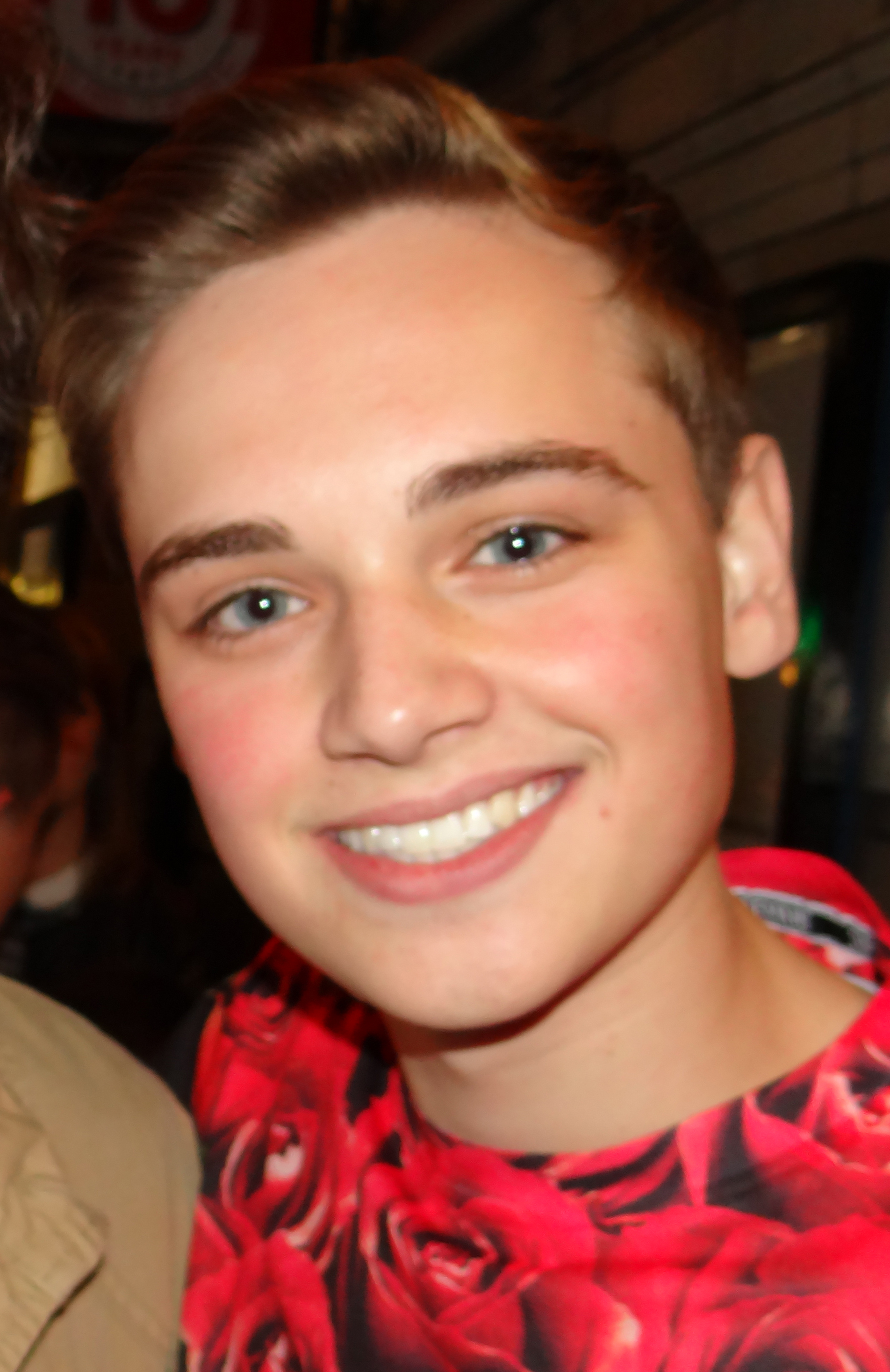
Дін Чепмен у 2015

## Фільмографія

### Фільми
| Рік  | Назва                        | Оригінальна назва       | Роль                        | Примітки |
| ---- | ---------------------------- | ----------------------- | --------------------------- | -------- |
| 2014 | Перш, ніж я засну            | Before I Go to Sleep    | Адам                        |          |
| 2015 | Крадене побачення            | Man Up                  | Гаррі                       |          |
| 2017 | Дихай                        | Breathe                 | Джонатан                    |          |
| 2018 | Пасажир                      | The Commuter            | Денні                       |          |
| 2019 |                              | Blinded by the Light    | Метт                        |          |
| 2019 | Король                       | The King                | принц Томас                 |          |
| 2019 | 1917                         | 1917                    | молодший капрал Томас Блейк |          |
| 2020 |                              | Here Are the Young Men  | Метью                       |          |
| 2022 | Кетрін, на прізвисько Пташка | Catherine, Called Birdy | Роберт, старший брат Кетрін |          |

### Серіали
| Рік       | Назва                          | Оригінальна назва                    | Роль            | Примітки               |
| --------- | ------------------------------ | ------------------------------------ | --------------- | ---------------------- |
| 2007      | «Катастрофа»                   | Casualty                             | Вільям Малгерн  | 1 епізод               |
| 2012      | «Зозуля»                       | Cuckoo                               | Чарлі           | 1 епізод               |
| 2012      | «Бунтівний світ Стенлі Брауна» | The Revolting World of Stanley Brown | Стенлі Браун    | 13 епізодів            |
| 2013      | «Біла королева»                | The White Queen                      | Річард Грей     | міні-серіал; 4 епізоди |
| 2013      | «Гра престолів»                | Game of Thrones                      | Мартін Ланістер | 2 епізоди              |
| 2014–2016 | «Гра престолів»                | Game of Thrones                      | Томмен Баратеон | 16 епізодів            |
| 2014      | «Клей»                         | Glue                                 | Кріс            | 2 епізоди              |
| 2015      | «Вулиця різника»               | Ripper Street                        | Гаррі Ворд      | 1 епізод               |
| 2015      |                                | Fungus the Bogeyman                  | Дін             | 3 епізоди              |
| 2017      | «Вілл»                         | Will                                 | Біллі Купер     | 3 епізоди              |
| 2018      | «У пустелі смерті»             | Into the Badlands                    | Кастор          | 6 епізодів             |
| 2024      | «Аколіт»                       | The Acolyte                          | Майстер Торбін  | 3 епізоди              |

## Театр
| Рік       | Назва          | Оригінальна назва        | Роль                                                             | Примітки |
| --------- | -------------- | ------------------------ | ---------------------------------------------------------------- | -------- |
| 2005–2011 | «Біллі Елліот» | Billy Elliot the Musical | Хлопчик (2005—2006), Майкл (2008—2009), Біллі Елліот (2009—2011) |          |

## Нагороди та номінації
2014 — номінація «Найкращий акторський склад у драматичному серіалі» премія Гільдії кіноакторів США за роль у «Грі престолів»